# José Borlaf
José Borlaf Rebollal, (Bilbao, Vizcaya, 1926-1994), escultor bilbaíno de estilo figurativo, principalmente, con un fundamento conformado en la escuela clasicista de su época (naturalista con aire novecentista) e integrante de la corriente artística vasca coetánea. Su trabajo se desarrolló principalmente en Euskal Herria, aunque desempeñó su oficio como escultor en los Estados Unidos de América durante 18 años.

## Biografía
En los inicios de su formación artística cursó estudios de arte en el Museo de Reproducciones y en la Escuela de Artes y Oficios de Bilbao en la que, al finalizar, obtuvo el primer Premio en Dibujo de Figura.
Después de esta primera etapa de formación, entró como ayudante en el estudio/taller del reputado escultor bilbaíno, Quintín de Torre, y, bajo su tutela, siguió con su aprendizaje especializándose en escultura, a la vez que ayudaba a su mentor en acometer los encargos de las obras que le eran encargadas a éste. Tras tres años de trabajo con Quintín de Torre, por oposición, gana la beca "Legado Garamendi" de escultura, destinada a estudiar arte en París durante tres años.
A su regreso de Francia, cursó estudios de arte en la Asociación de Artistas Vascos y al finalizar, en 1948, consigue un premio de pintura fin de curso. Un año más tarde, en Madrid, se le concedió la medalla de bronce en la Exposición Nacional de Escultura de Educación y Descanso. Una vez en la capital, aprovecha su estancia para estudiar dibujo al natural (desnudo) en el Círculo de Bellas Artes de Madrid.
En Bilbao, se instala en un estudio comunitario junto a otros artistas emergentes de la ciudad en la calle María Muñoz, con el apoyo y patrocinio del entonces alcalde de Bilbao, Joaquín Zuazagoitia, compartiendo taller con Lorenzo Ascasibar Arana, Agustín Ibarrola Goicoechea, Ignacio García Ergüin y Emilio Campos Goitia.
Entre 1955 y 1969 reside en los Estados Unidos de América permanentemente al ser contratado por diversas empresas especializadas en la ejecución de obras escultóricas en panteones, así como de carácter monumental; modelando y tallando figuras y retratos, de los que llegó a efectuar más de 150 obras, entre bajorrelieves y figuras de bulto redondo. Los materiales que más utilizó para la elaboración de las mismas fueron el bronce, el granito y el mármol.
Alternando con su trabajo escultórico y a lo largo de toda su estancia en Estados Unidos, asistió a cursos de pintura en la Universidad de Nueva York y en la Academia de Arte de Nueva York, además de exponer su obra en aquel país.
En 1973 regresa a Bilbao, donde fija su residencia definitivamente, aunque retorna a Nueva York, esta vez de manera esporádica, para acometer diferentes encargos escultóricos y hacer exposiciones de su obra personal hasta 1986.

## Obras de arte
A pesar de cultivar la pintura, sobre todo los géneros de paisaje y retrato, Borlaf es, ante todo, escultor, habiendo hecho importantes grupos escultóricos religiosos exhibidos en templos y parroquias, entre los que cabe destacar: el "Cristo" tallado en madera para la iglesia Nuestra Señora de la Asunción en Ciudad Jardín (Bilbao); el "Cristo" tallado en madera para la Capilla del Colegio Las Vergaresas de Haro (Logroño); el conjunto escultórico de "San José y el Niño Jesús", para la Iglesia del Espíritu Santo en Miranda de Ebro (Burgos); el "Cristo Resucitado", para la Parroquia San Francisco de Paula (San Francisquito) en Santuchu (Bilbao); el monumento en bronce para homenajear al gran poeta euskaldun, "Balendin Enbeita" (1989), sito en el parque del Arenal de Bilbao; el "mascarón de proa" del buque escuela, ARBV Simón Bolívar, así como el busto de Simón Bolívar (bronce) ubicado en la sala de oficiales del mismo buque; busto de Cuauhtémoc (bronce) en la sala de oficiales del buque escuela ARM Cuauhtémoc (BE-01).
Tiene en su haber exposiciones realizadas en galerías de arte en distintas ciudades, tales como, Bilbao, Barcelona, Madrid, New York.., aunque no fue un artista centrado en las mismas, sino de los de trabajo constante en su Estudio/Taller, realizando, sobre todo, encargos de diferentes Instituciones, así como de empresas públicas y privadas.
Una de sus especialidades fue la ejecución de bustos por encargo de personajes de la sociedad bilbaína, entre otros.
Su estilo escultórico u obra personal, se divide en diferentes etapas creativas, desde un naturalismo fiel y fidedigno, hasta la abstracción, pasando por el estilo que más le caracteriza: el expresionismo de canon naturalista y simbólico.
En su obra central, se imbuye en plasmar la cotidianidad del pueblo vasco en sus virtudes, idealizando la figura del esfuerzo en el trabajo de sus gentes, así como de sus costumbres ancestrales, queriendo ensalzar con ello, el carácter regio y noble de sus paisanos.

## Galería de obras

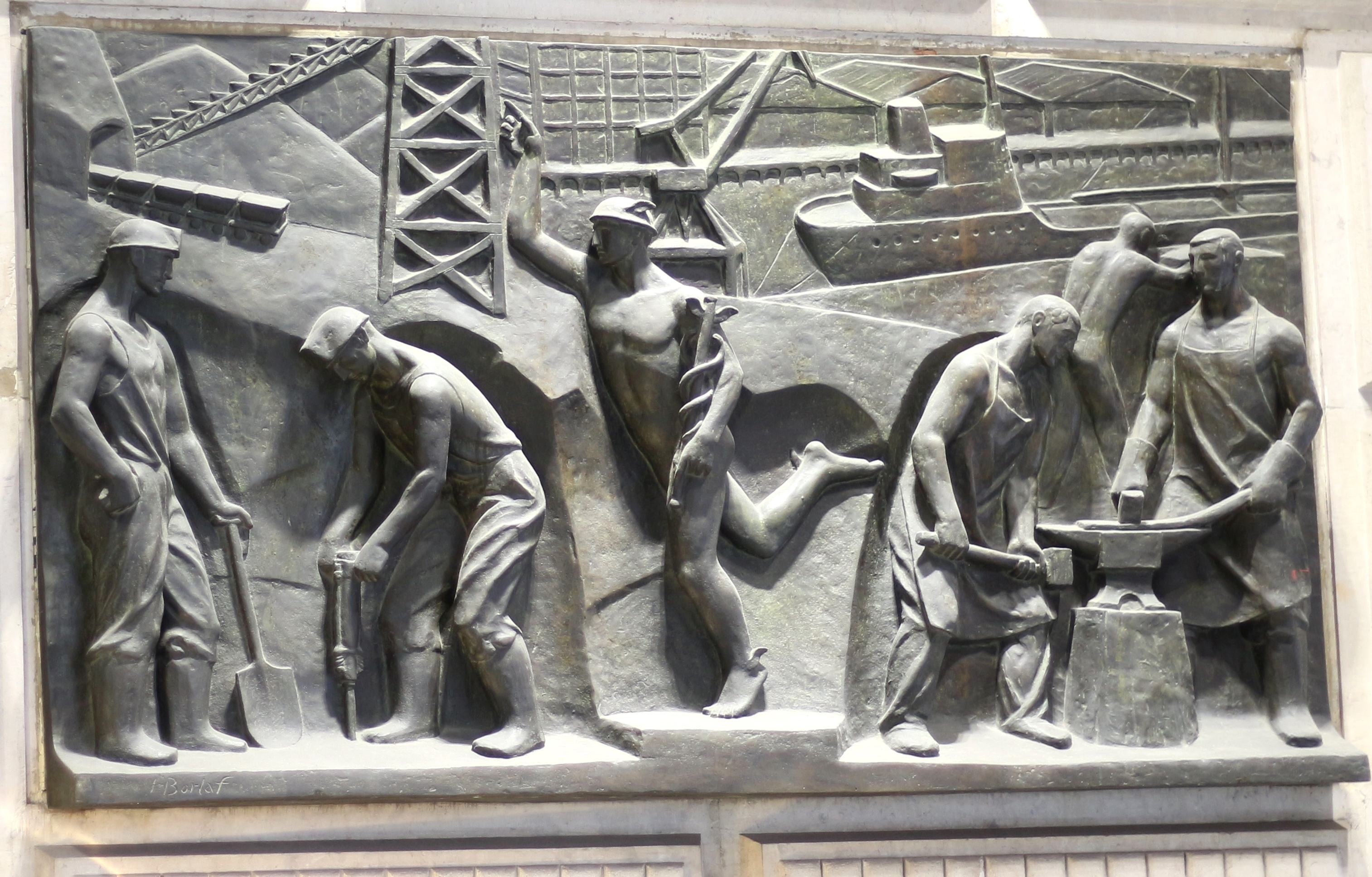
Relieve de bronce en el BBVA, Gran Vía de Bilbao.
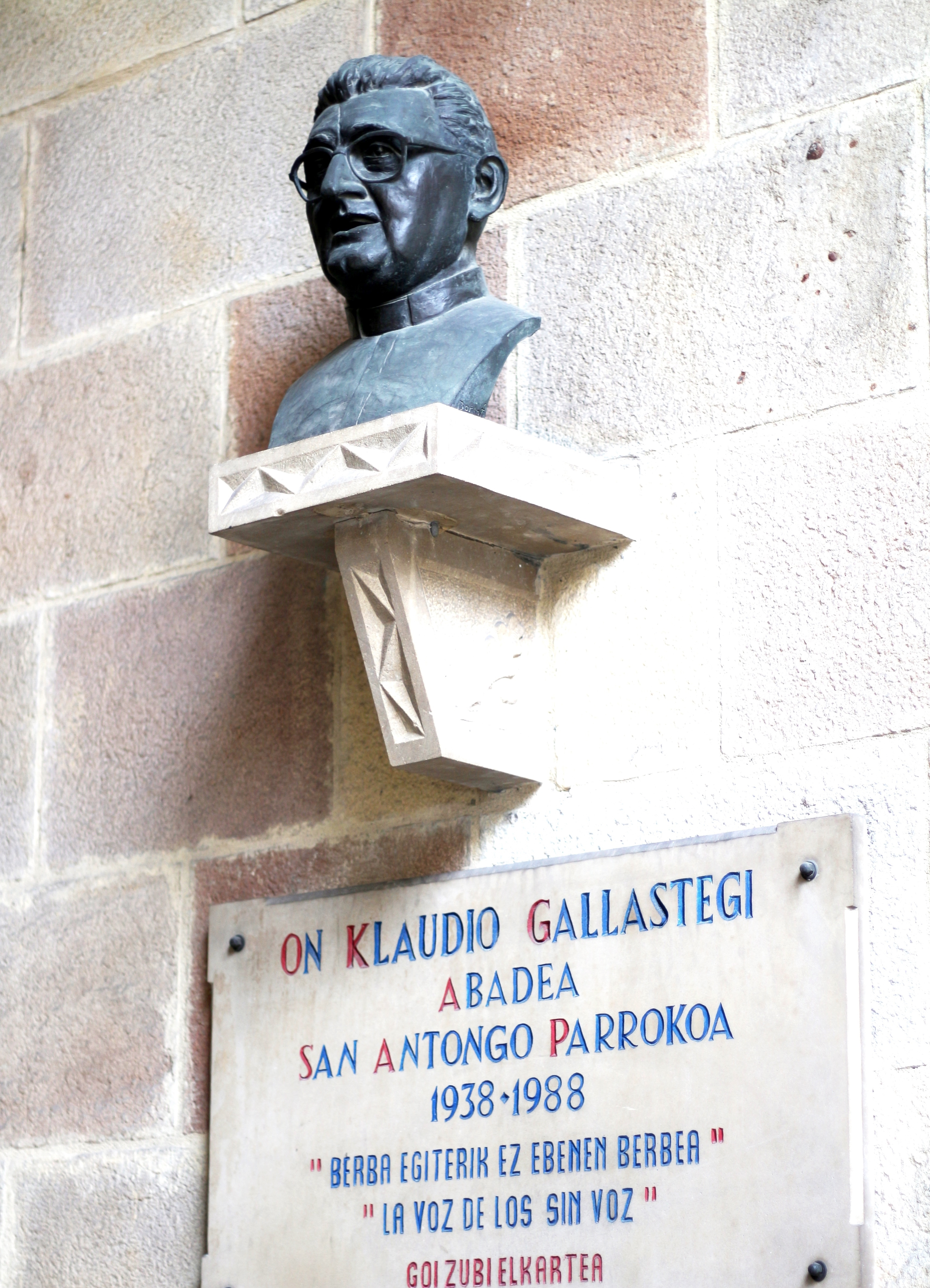
Busto conmemorativo al párroco Don Klaudio Gallastegi. Iglesia San Antón, Bilbao.
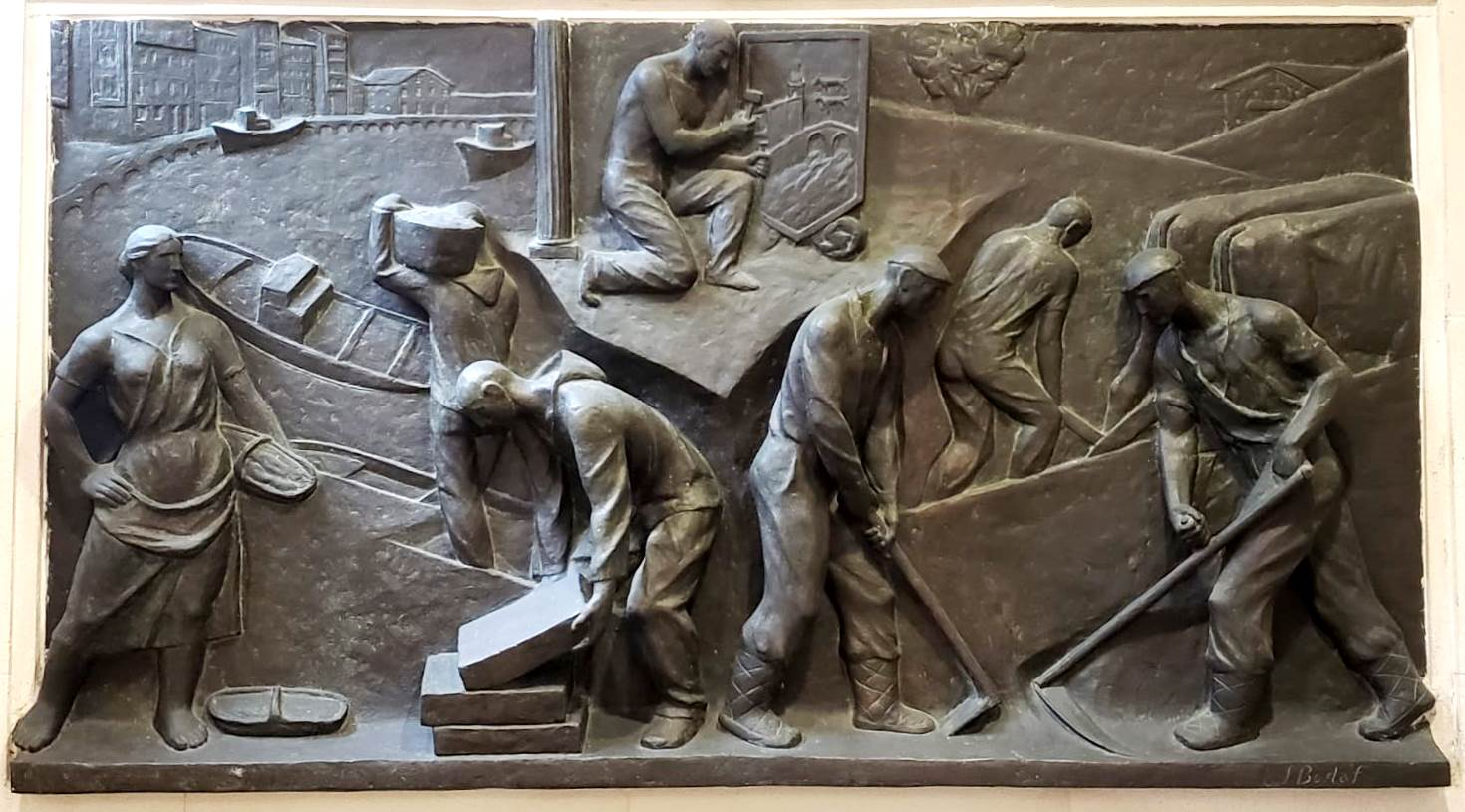
Relieve de bronce en el BBVA, Gran Vía de Bilbao.
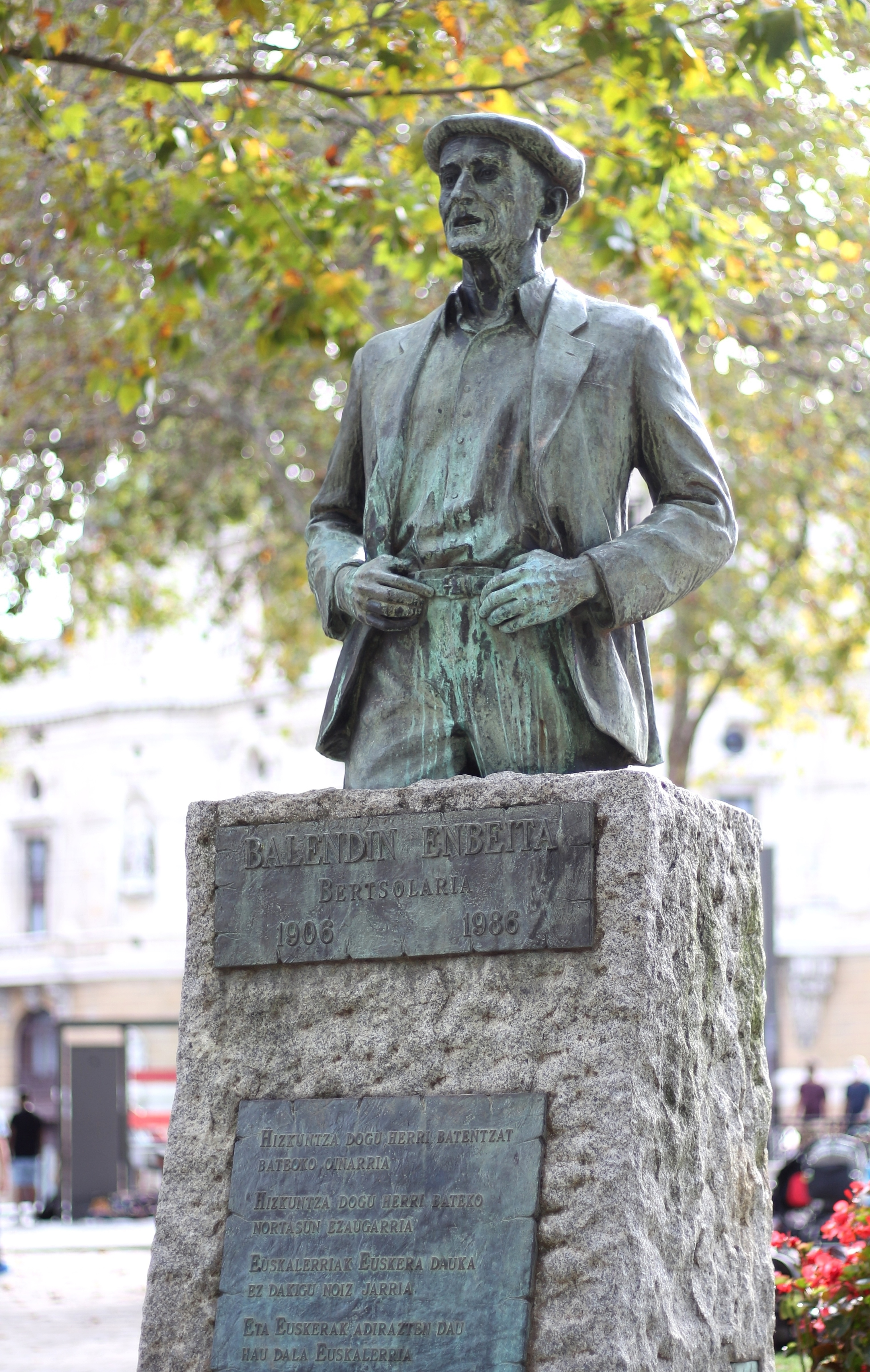
Monumento al bertsolari Balendin Enbeita. Paseo del Arenal de Bilbao.
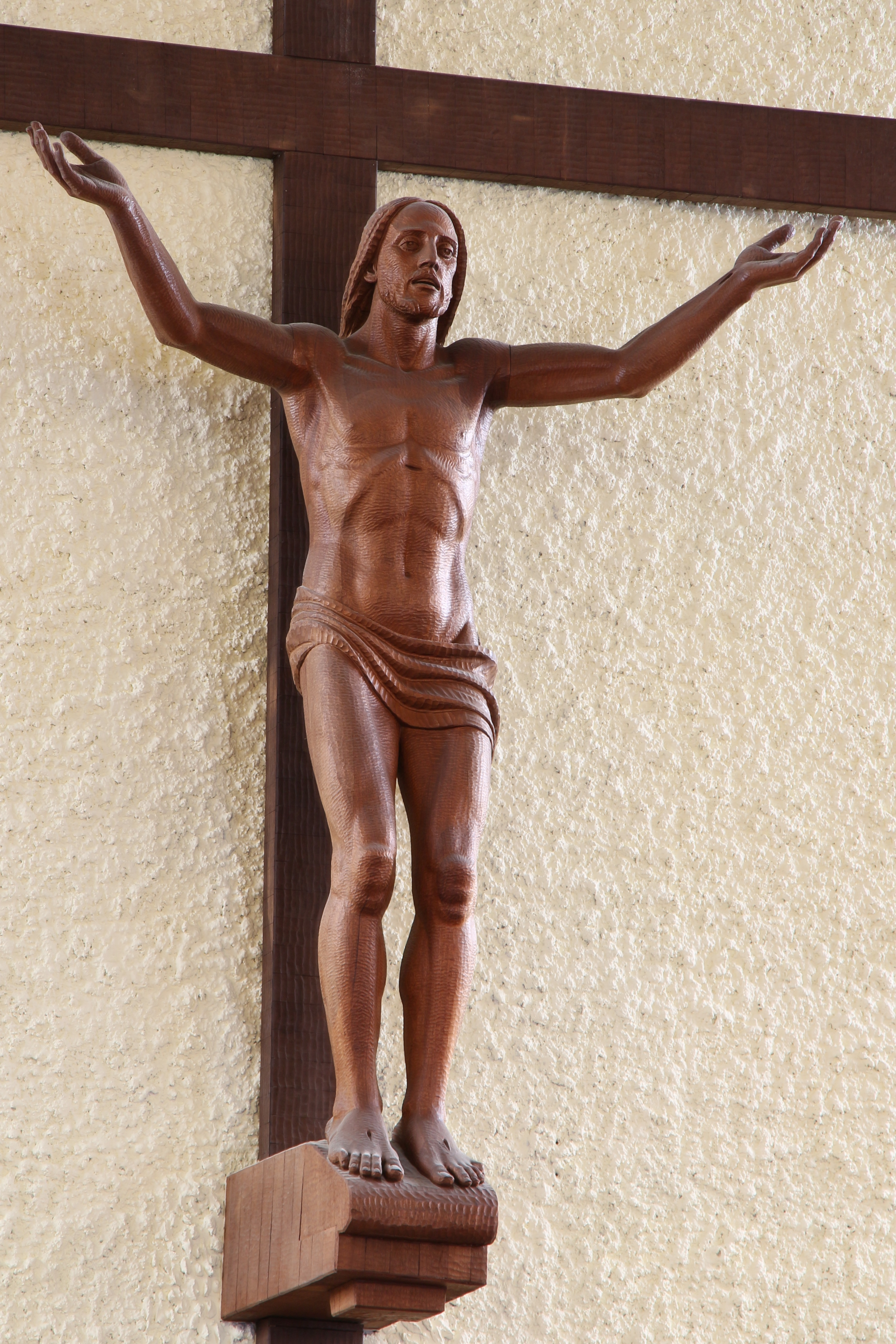
Cristo resucitado. Talla en madera de sipo. Parroquia San Francisco de Paula (San Francisquito), Santuchu, Bilbao, Vizcaya.
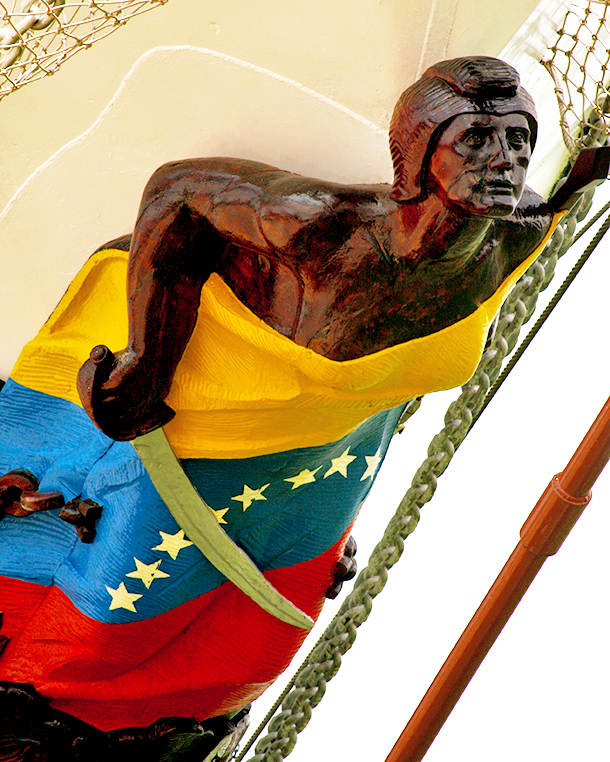
Mascarón de proa del Buque Escuela Simón Bolívar. Talla en madera de 4,10 m de longitud.